# Прибуде
Прибуде (хорв. Pribude) — населений пункт у Хорватії, у Сплітсько-Далматинській жупанії у складі громади Муч.

## Населення
Населення за даними перепису 2011 року становило 102 осіб.
Динаміка чисельності населення поселення:

## Клімат
Середня річна температура становить 11,25 °C, середня максимальна – 25,41 °C, а середня мінімальна – -3,29 °C. Середня річна кількість опадів – 939 мм.
| Клімат поселення                              | Клімат поселення | Клімат поселення | Клімат поселення | Клімат поселення | Клімат поселення | Клімат поселення | Клімат поселення | Клімат поселення | Клімат поселення | Клімат поселення | Клімат поселення | Клімат поселення | Клімат поселення |
| Показник                                      | Січ.             | Лют.             | Бер.             | Квіт.            | Трав.            | Черв.            | Лип.             | Серп.            | Вер.             | Жовт.            | Лист.            | Груд.            |                  |
| Середній максимум, °C                         | 8,30             | 8,69             | 11,72            | 15,43            | 20,30            | 24,27            | 25,41            | 25,24            | 20,68            | 16,32            | 11,23            | 8,33             |                  |
| Середня температура, °C                       | 2,50             | 2,89             | 5,90             | 9,63             | 14,50            | 18,48            | 21,06            | 20,86            | 16,30            | 11,95            | 6,87             | 3,97             |                  |
| Середній мінімум, °C                          | −3,29            | −2,9             | 0,12             | 3,84             | 8,70             | 12,68            | 16,70            | 16,52            | 11,95            | 7,58             | 2,51             | −0,41            |                  |
| Норма опадів, мм                              | 75               | 68               | 73               | 80               | 68               | 68               | 44               | 58               | 85               | 102              | 119              | 99               |                  |
| Середньомісячна швидкість вітру, м/с          | 2.54             | 2.80             | 2.90             | 2.78             | 2.50             | 2.21             | 2.20             | 2.08             | 2.32             | 2.43             | 2.83             | 2.88             |                  |
| Середньомісячна сонячна радіація, кДж/м²·день | 5377             | 8118             | 11743            | 16124            | 19786            | 22314            | 24101            | 21102            | 15777            | 10302            | 5836             | 4558             |                  |
| --------------------------------------------- | ---------------- | ---------------- | ---------------- | ---------------- | ---------------- | ---------------- | ---------------- | ---------------- | ---------------- | ---------------- | ---------------- | ---------------- | ---------------- |
| Джерело:                                      |                  |                  |                  |                  |                  |                  |                  |                  |                  |                  |                  |                  |                  |